# Пипин Ланденский
Пипи́н Ланде́нский (фр. Pépin de Landen; ок. 580—640) — майордом Австразии в 623 — 640 годах, христианский святой.

## Биография
Пипин, называемый Ланденским (по местечку Ланденну, в современной Бельгии) или Старшим, был сыном Карломана и принадлежал к богатой и знатной семье, наследственные владения, которой лежали в Австразии по рекам Маасу и Мозелю. Он был одним из тех представителей австразийской знати, которые, враждуя с Брунгильдой, пригласили в Австразию короля Нейстрии Хлотаря II. Хлотарь II назначил Пипина преемником Хуго на должности австразийского майордома, а затем и одним из опекунов своего малолетнего сына Дагоберта I.
Когда Дагоберт после смерти отца стал королём Австразии, Нейстрии и Бургундии, он держал Пипина при своём дворе в Нейстрии и Пипин вновь вступил в должность майордома Австразии лишь при Сигиберте III. Хроники сообщают, что Пипин «управлял людьми Австразии с осторожностью, честью и добротой и привязал их всех к себе узами дружбы».
Пипин Ланденский умер в 640 году, оставив от брака с святой Иттой сыновей, святого Бавона и Гримоальда, и дочерей Беггу и Гертруду.
Память св. Пипина в Католической и Православной церкви — 21 Февраля.